# Мельник Іван Олександрович (науковець)
Іван Олександрович Мельник (нар. 21 січня 1921, с. Андріївка, Українська РСР — 7 жовтня 1989, м. Тернопіль, Українська РСР) — український вчений у галузі медицини. Доктор медичних наук (1963), професор (1964).

## Життєпис
Іван Олександрович Мельник народився 21 січня 1921 року в Андріївці Чемеровецького району Хмельницької області тодішньої Української РСР.
Закінчив Одеський медичний інститут (1949, нині університет).
У 1958—1965 і 1979—1989 роках — завідувач кафедри факультетської терапії Тернопільського медичного інституту (нині ТДМУ).
У 1966—1968 — завідувач такої ж кафедри медичного інституту в м. Цілинограді, (Казахстан) і Ужгородського державного університету (1969—1979).
Очолював науково-медичне товариство терапевтів Тернопільської області.
Помер 7 жовтня 1989 року в м. Тернополі.

## Науковий доробок
Займався діагностикою і лікуванням хвороб серця та ендокринних залоз.
Автор понад 100 наукових праць, у тому числі 3 монографій.

## Нагороди
- Бронзова медаль ВДНГ СРСР (1977),
- медаль Гіппократа Словацької спілки лікарів (1977).